# Карякинская волость
Карякинская волость — историческая административно-территориальная единица (волость) в составе Пудожского уезда Олонецкой губернии Российской Империи и РСФСР. Волость состояла из 8 населённых пунктов. Волостное правление располагалось в селении Карякина (Корякина).
Упразднена в 1927 году.
В настоящее время территория Карякинской волости относится в основном к Каргопольскому району Архангельской области.

## География
Самым удалённым от волостного правления поселением было Малая Сондала (35.5 версты).

## История
Декретом ВЦИК от 18 сентября 1922 года Олонецкая губерния была упразднена и волость включена в состав Вологодской губернии.
В ходе реформы административно-территориального деления СССР в 1927 году волость была упразднена.

## Состав

### Сельские общества
В состав волости входили сельские общества, включающие 8 деревень:
- Враниковское общество
- Олеховское общество

### Насёленные пункты
| Враниковское общество      |       |         |       |             |
| Поселение                  | Семей | Человек | До ВП | Школа       |
| Враниковская при реке Кене | 51    | 299     | 6     | Есть        |
| Самкова при реке Кене      | 65    | 334     | 8     | В 2 верстах |
| Итого                      | 116   | 633     |       | 1           |

| Олеховское общество                      |       |         |       |                |
| Поселение                                | Семей | Человек | До ВП | Школа          |
| Олеховская при реке Кене                 | 40    | 208     | 0,25  | В 2 верстах    |
| Корякина при реке Кене                   | 18    | 112     | 0     | В 2,25 верстах |
| Иевлевская при реке Кене                 | 26    | 137     | 2,5   | Есть           |
| Аверкиевская при реке Кене               | 34    | 202     | 5     | Есть           |
| Большая Сондала при реке Большой Сондале | 2     | 14      | 35    | В 30 верстах   |
| Малая Сондала при реке Малой Сондале     | 1     | 7       | 35,5  | В 30,5 верстах |
| Итого                                    | 121   | 680     |       | 2              |

## Население
На 1905 год численность населения волости составляла 1313 человек. Из них мужчин 649, женщин 664. Все — крестьяне.
Самое многочисленное поселение — Самкова (334 жителя), самое малочисленное —  Малая Сондала (7 жителей).

## Инфраструктура
Личное подсобное хозяйство с зоной сельскохозяйственного использования, индивидуальная застройка усадебного типа. На 1905 год в волости 38 домов и 237 семей из 1313 человек. В среднем на каждый крестьянский дом (семью) приходилось по 5,5 (5,5) человек.
Основа экономики — сельское хозяйство. На 1905 год в волости насчитывалось 226 лошадей, 306 коров и 571 голова прочего скота.
В волости в 1905 году были 3 школы в селениях Враниковская, Иевлевская и Аверкиевская. В среднем на 438 человек приходилась 1 школа. Дальше всего до школы было добираться из селения Малая Сондала (30.5 версты). В пределах пяти вёрст от ближайшей школы находилось 6 поселений общей численностью 1292 жителя (98,4%).